# Yes, Giorgio
Yes, Giorgio (Brasil: Uma Voz para Milhões ) é um filme norte-americano de 1982, do gênero comédia musical, dirigido por Franklin J. Schaffner e estrelado por Luciano Pavarotti e Kathryn Harrold.
Primeira incursão no cinema do tenor Pavarotti, Yes, Giorgio somente se salva, segundo Leonard Maltin, porque Pavarotti canta.
A canção "If We Were In Love", composta por John Williams, Alan Bergman e Marilyn Bergman, foi indicada ao Oscar e ao Globo de Ouro. Mas o filme também recebeu três indicações ao Framboesa de Ouro, duas para Pavarotti e uma para o roteiro.

## Sinopse
Giorgio Fini, famoso tenor italiano, perde a voz misteriosamente, enquanto se apresentava em Boston. Ele, então, procura a laringologista Pamela Taylor para resolver o problema e os dois caem de amor um pelo outro...

## Premiações
| Patrocinador                                            | Prêmio       | Categoria                                                                      | Situação |
| ------------------------------------------------------- | ------------ | ------------------------------------------------------------------------------ | -------- |
| Academia de Artes e Ciências Cinematográficas           | Oscar        | Melhor Canção Original                                                         | Indicado |
| Associação de Correspondentes Estrangeiros de Hollywood | Golden Globe | Melhor Canção Original                                                         | Indicado |
| Golden Raspberry Award Foundation                       | Razzie       | Pior Ator (Luciano Pavarotti) Pior Roteiro Pior Novo Astro (Luciano Pavarotti) | Indicado |

## Elenco
| Ator/Atriz        | Personagem         |
| ----------------- | ------------------ |
| Luciano Pavarotti | Giorgio Fini       |
| Kathryn Harrold   | Pamela Taylor      |
| Eddie Albert      | Henry Pollack      |
| Paola Borboni     | Irmã Theresa       |
| James Hong        | Kwan               |
| Beulah Quo        | Mei Ling           |
| Norman Steinberg  | Doutor Barmen      |
| Rod Colbin        | Ted Mullane        |
| Kathryn Fuller    | Faye Kennedy       |
| Joseph Mascolo    | Dominic Giordano   |
| Karen Kondazian   | Francesca Giordano |